# Sarra Besbes
Sarra Besbes (arabă سارة بسباس; n. 5 februarie 1989, Abu Dhabi, EAU) este o scrimeră tunisiană specializată pe spadă, de șapte ori campioană africană.
A participat la proba individuală la Jocurile Olimpice de vară din 2012, ajungând în sferturile de finală, unde a pierdut cu germanca Britta Heidemann. La Campionatul Mondial de Scrimă din 2015 a învins-o pe românca Loredana Dinu la o tușă în sferturile de finală. A fost eliminată clar în semifinală de italianca Rossella Fiamingo și s-a mulțumit cu medalia de bronz.
Este fiica lui Hayet Ben Ghazi, o fostă campioană de floretă care a devenit arbitru internațional. Sora sa mai mică Azza este și ea scrimeră olimpică, specializată pe sabie.

## Legături externe
- en Sarra Besbes la Olympedia.org